# Pulverdinger Tunnel
Der Pulverdinger Tunnel ist ein 1878 m langer Eisenbahntunnel der Schnellfahrstrecke Mannheim–Stuttgart. Er liegt teilweise auf dem Gebiet des Weilers Pulverdingen der Stadt Vaihingen an der Enz und trägt daher seinen Namen.

## Verlauf
Die zwischen den Streckenkilometern 84,17 und 86,04 liegende Röhre weist eine maximale Überdeckung von 33 m auf. Sie durchfährt Schichten des Lettenkeuper und des Oberen Muschelkalks. Während der von 1986 bis 1988 laufenden Bauphase fielen rund 210.000 m³ Ausbruchsmassen an. Die Baukosten lagen bei rund 41 Millionen D-Mark.
Die Trasse liegt im Bereich des Nordwestportals zunächst in einem Linksbogen, der in eine Gerade übergeht. Die Gradiente steigt von diesem Portal (Schienenoberkante auf rund 260 m) zunächst mit 12,434 Promille an, später (ab Streckenkilometer 84,906) flacht diese Steigung auf 10,590 Promille ab, bevor das Südostportal auf Markgröninger Markung mit einer Höhe von rund 280 m erreicht wird.
Der Querschnitt weist eine lichte Breite von 12,80 bis 13,40 m auf. Die lichte Höhe (über Schienenoberkante) liegt zwischen 7,75 und 8,42 m.
Das Bauwerk liegt weitgehend in Schichten des Oberen Muschelkalks, stellenweise auch in Trigonodus-Dolomit und Lettenkeuper.

## Geschichte

### Planung
Nach dem Planungsstand von 1973 sollte, zwischen der Enz- und der Glemstalbrücke, ein etwa 2,2 km langer Tunnel unter einem Höhenrücken entstehen.
Nach dem Planungsstand von Ende 1977 war das Bauwerk mit einer Länge von 1700 m geplant. Ein Tunnelportal sollte dabei knapp 150 Meter vom Wohnhaus eines Aussiedlerhofs entfernt liegen.
Im Zuge des im November 1978 zwischen Bundesverkehrsminister Kurt Gscheidle und Baden-Württembergs Ministerpräsidenten Lothar Späth vereinbarten 135-Millionen-DM-Pakets der Tunnel um 200 m verlängert und der Voreinschnitt entsprechend verkürzt. Die vorgesehenen Mehrkosten dieser Maßnahme lagen bei etwa 5,5 Millionen DM.
Bereits Anfang 1983 war das Bauwerk mit seiner später realisierten Länge von 1.878 m geplant.

### Bau
Bei einem Ausbruchsquerschnitt von 105 bis 118 m² wurde ein Nutzquerschnitt von 82 bis 94 m² hergestellt.
Mit dem Bau beauftragt war die ARGE Pulverdinger Tunnel, die aus den Unternehmen Alfred Kunz (München) und C. Baresel (Stuttgart) gebildet wurde. Die Tunnelpatenschaft hatte Christa Schulte übernommen.
Die geschätzten Rohbaukosten wurden um 1984 mit 40,7 Millionen DM angegeben.

### Betrieb
Am 22. August 2010 blieb ein ICE aufgrund eines Motorschadens im Pulverdinger Tunnel liegen. Vier Fahrgäste mussten aufgrund von Kreislaufproblemen ärztlich versorgt werden.